# Quique Ramos
Enrique Ramos González (Madrid, 7 marzo 1956) è un ex calciatore spagnolo, di ruolo centrocampista.

## Carriera

### Club
Quique Ramos cresce calcisticamente nelle giovanili dell'Atlético Madrid e gioca con i rojiblancos per quasi tutta la sua carriera, vincendo una Coppa del Re e una Supercoppa di Spagna.
Nella stagione 1987-88 lascia la squadra in seguito a dissidi con il presidente Jesús Gil e si trasferisce al Rayo Vallecano, retrocedendo in Segunda División per poi ritirarsi.

### Nazionale
Con la maglia delle furie rosse prende parte alle olimpiadi del 1980 e gioca quattro partite con la Nazionale A, quattro con la Nazionale B e 9 con la Nazionale amatori.

## Palmarès

### Club
- Coppa di Spagna: 1

Atlético Madrid: 1984-1985